# Municipio de Hadley (Illinois)
El municipio de Hadley (en inglés: Hadley Township) es un municipio ubicado en el condado de Pike en el estado estadounidense de Illinois. En el año 2010 tenía una población de 262 habitantes y una densidad poblacional de 2,74 personas por km².

## Geografía
El municipio de Hadley se encuentra ubicado en las coordenadas 39°43′1″N 90°57′53″O / 39.71694, -90.96472. Según la Oficina del Censo de los Estados Unidos, el municipio tiene una superficie total de 95.46 km², de la cual 95,41 km² corresponden a tierra firme y (0,05 %) 0,05 km² es agua.

## Demografía
Según el censo de 2010, había 262 personas residiendo en el municipio de Hadley. La densidad de población era de 2,74 hab./km². De los 262 habitantes, el municipio de Hadley estaba compuesto por el 97,71 % blancos, el 0,76 % eran afroamericanos y el 1,53 % eran de una mezcla de razas. Del total de la población el 1,15 % eran hispanos o latinos de cualquier raza.